# Lobelien
Die Lobelien (Lobelia) sind eine Pflanzengattung innerhalb der Familie der Glockenblumengewächse (Campanulaceae). Die etwa 440 Arten sind weltweit meist in tropischen oder subtropischen Gebieten verbreitet. Die Sorten mancher Arten sind Zierpflanzen für Parks und Gärten, manche als einjährige Sommerblumen kultiviert.

## Beschreibung

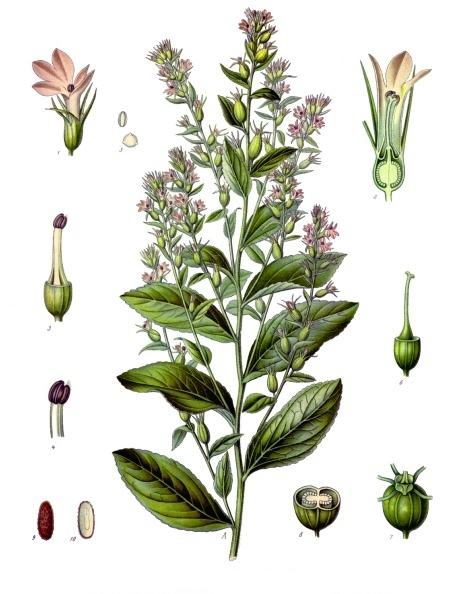
Indianertabak (Lobelia inflata), Illustration aus Koehler 1887

### Erscheinungsbild und Wurzeln
Der Habitus der Lobelia-Arten ist sehr unterschiedlich. Lobelia-Arten sind selten ein-, zwei- bis öfter mehrjährige (monokarpische) oder oft ausdauernde (polykarpische) krautige Pflanzen, die manchmal an ihrer Basis verholzen, einige Arten wachsen als Sträucher. Einige Arten sind „Schopfbäume“ in Hochgebirgsregionen in Afrika, sie gehören zur Sektion Tupa; bei ihnen verholzt der Stamm. Die Sprossachsen sind selbstständig aufrecht, aufsteigend, liegend bis niederliegend und meist nur wenig verzweigt. Der Durchmesser der zierlichen bis robusten Sprossachsen ist je nach Art sehr unterschiedlich von nicht mehr als 5 Millimetern bis mehrere Dezimetern. Die Wuchshöhe ist je nach Art sehr unterschiedlich von etwa 2 Zentimetern bis zu 9 Metern.
Manche Arten bilden Rhizome oder Ausläufer. Es wird oft eine deutliche Hauptwurzel gebildet, die als Pfahlwurzel oder auch knollig sein kann; manchmal sind nur adventive Faserwurzeln ausgebildet.
Meist sind die oberirdischen Pflanzenteile kahl, Ausnahme sind beispielsweise die „Schopfbaum“-Arten. Die Pflanzen führen einen giftigen, klaren oder weißen, selten auch anders farbigen Milchsaft.

### Blätter
Die meist wechselständig an der Sprossachse in zwei Reihen oder spiralig verteilt angeordneten Laubblätter sind ungestielt oder gestielt. Die Blattspreiten sind einfach. Die Blattränder sind oft unterschiedlich gezähnt, selten glatt oder gelappt. Es liegt meist Fiedernervatur vor. Nebenblätter fehlen.

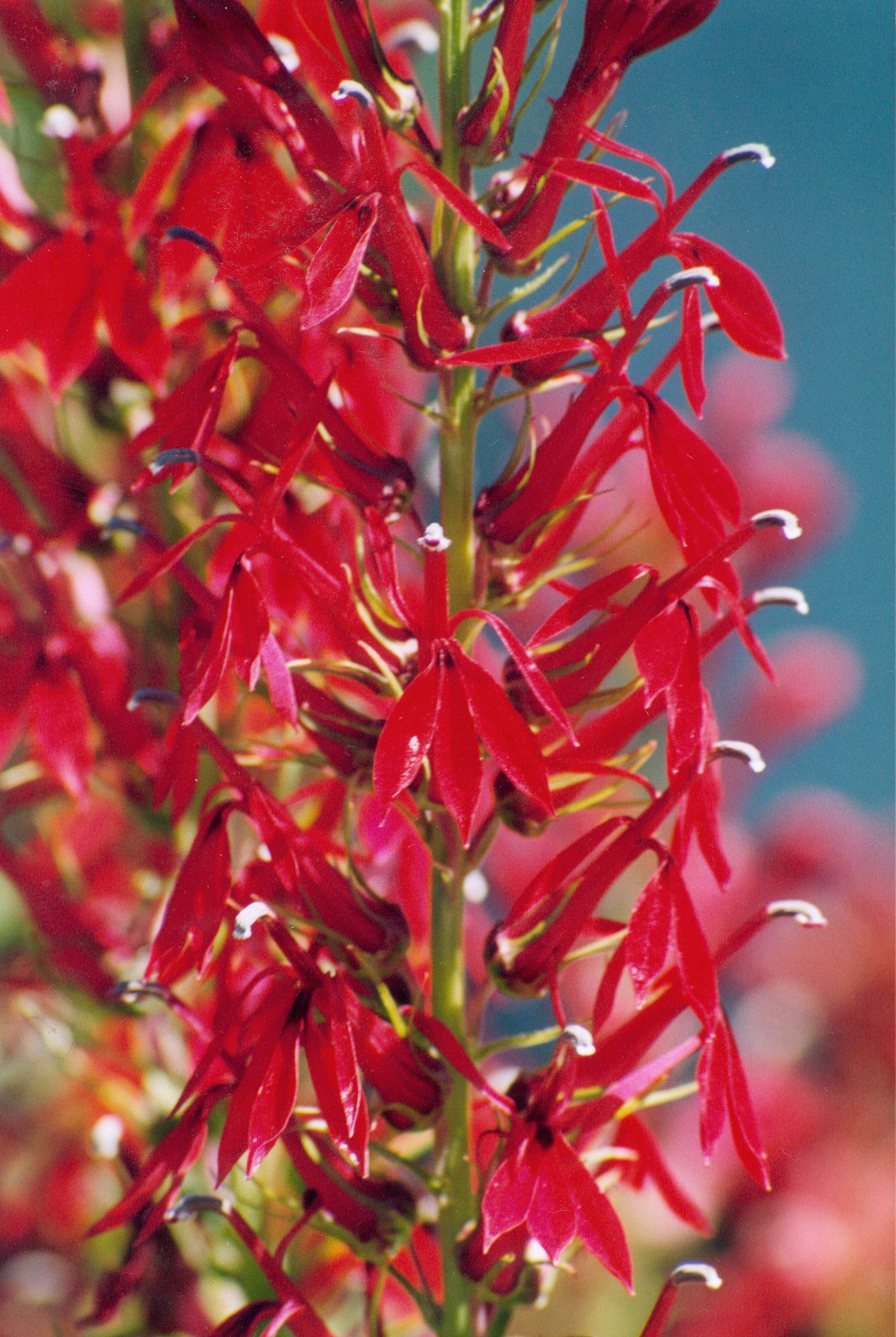
Blütenstand der Kardinals-Lobelie (Lobelia cardinalis)

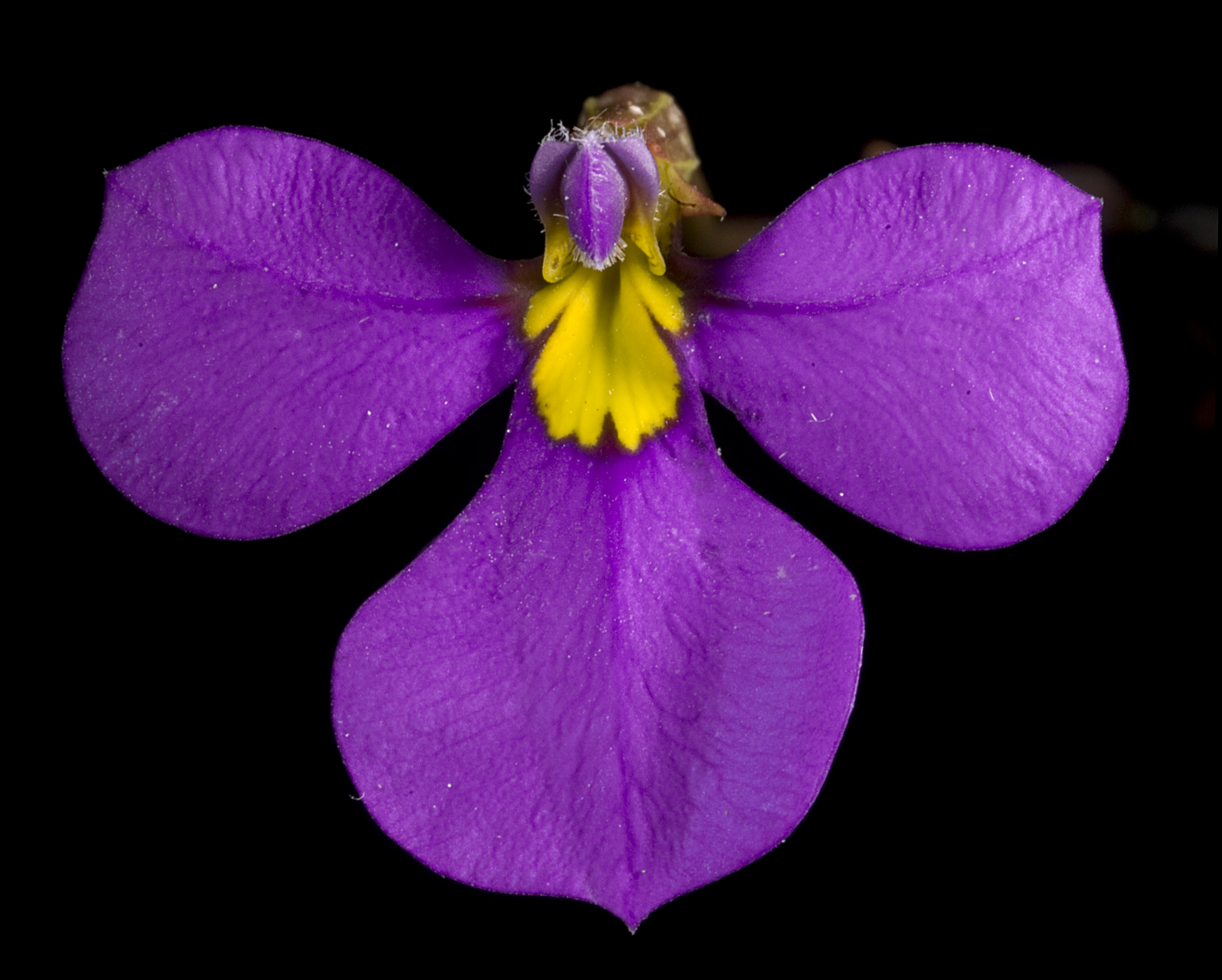
Zygomorphe Blüte im Detail von Lobelia winfridae

### Blütenstände und Blüten
Die gestielten Blüten stehen einzeln in den Blattachseln oder in endständigen, traubigen, ährigen, doldigen oder zymösen Blütenständen. Es sind meist laubblattähnliche bis reduzierte Trag- oder Deckblättern vorhanden. Die Blütenstiele besitzen oft ein Paar mehr oder weniger gegenständiger Deckblätter typischerweise in den unteren zwei Drittel. Die Stellung der Blüte kommt zustande durch Resupination des Hypanthiums.
Die Blüten sind meist zygomorph und fünfzählig mit doppelter Blütenhülle.
Die Knospendeckung der Kelchblätter ist valvat. Die Kelchblätter sind röhrig verwachsen. Die Kelchröhre ist mit dem Fruchtknoten verwachsen und bildet einen Blütenbecher (Hypanthium). Die Blütenkelche sind meist radiärsymmetrisch, selten zygomorph. Die meist fünf, sehr selten nur vier haltbaren Kelchzipfel sind dreieckig und weisen ein glatten oder gesägten Rand auf. Der selten ist in den Kelchbuchten öhrchenartige Anhängsel vorhanden.
Die fünf bei einigen Arten mehr oder weniger gleichen bis bei vielen Arten deutlich verschiedenen Blütenkronblätter sind meist auf mindestens der Hälfte ihre Länge röhrig verwachsen. Die Kronröhre ist gerade bis gebogen. Die Blütenkrone ist meist zygomorph, selten fast radiärsymmetrisch. Wenn die Kronblätter verschieden sind, dann ist die Blütenkrone, die auf der Oberseite bis fast zur Basis gespaltene Kronröhre endet zweilippig mit ausgebreiteten Kronlappen. Die Oberlippe besteht aus zwei oft schmalen und aufrechten bis zurückgebogenen Kronlappen, die meist deutlich kürzer sind als die der Unterlippe. Die Unterlippe besteht aus drei ausgebreiteten Kronlappen. Die Farben der Kronblätter sind oft unterschiedliche Blau- und Purpurfarben, oft mit Tönungen in malven- oder rosafarben, seltener rosafarben bis rot, orangefarben bis gelb, grün oder weiß; oft besitzen die Kronblätter auch mehrere Farben. Selten ist ein mehr oder weniger langer, schlanker Nektarsporn vorhanden.
Meist sind die Blüten zwittrig; wenn die Blüten eingeschlechtig sind, dann sind die Arten zweihäusig getrenntgeschlechtig (diözisch).
Es ist nur ein Kreis mit fünf Staubblättern vorhanden, sie sind mit der Basis der Kronblätter verwachsen. Die Staubfäden sind auf mindestens der Hälfte ihrer Länge verwachsen; sie können aber bei manchen Arten im Blühverlauf (Anthese) sich auseinander spalten. Die Staubbeutel sind zu einer Röhre verwachsen, die den Griffel umgibt. Die Staubblattröhre ist oft behaart. Die Staubbeutel sind an ihren oberen Ende oft bärtig mit einem Schöpfen aus kurzen, meist fadenförmigen Haaren. Die oberen drei Staubbeutel sind etwas länger und können manchmal unbehaart sein.
Zwei Fruchtblätter sind zu einem unterständigen oder halbunterständigen, zweikammerigen Fruchtknoten verwachsen. Zentralwinkelständig sind viele relativ kleine, anatrope, unitegmische, tenuinucellate Samenanlagen vorhanden. Der schlanke, stielrunde Griffel endet in einer zweilappigen Narbe.

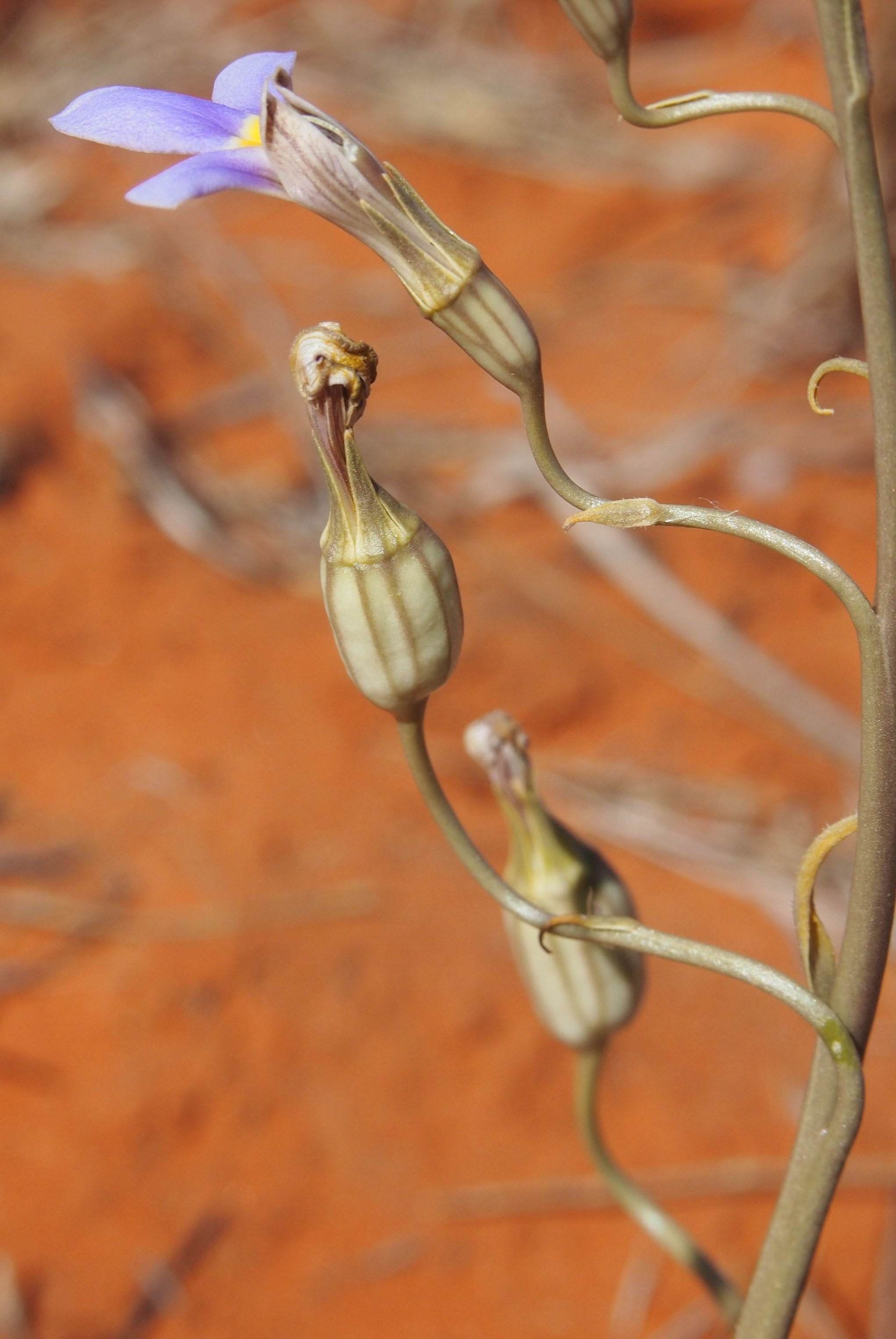
Früchte von Lobelia heterophylla

### Früchte und Samen
Die Früchte sind meist fachspaltige (= lokulizide) Kapselfrüchte, die sich mit zwei Fruchtklappen öffnen oder seltener fleischige bis trockene Beeren; sie enthalten viele Samen.
Die glatten, feingrubigen, gerillten oder warzigen Samen sind längliche oder dreikantig; manchmal sind sie geflügelt. Die Samenschale (Testa) ist sehr unterschiedlich.

### Chromosomensätze
Als Chromosomenzahl wird x = 7 angenommen. Es gibt viele Ploidiegrade, es kommt Diploidie mit 2n = 14, Tetraploidie mit 2n = 28, Hexaploidie mit 2n = 42, Octoploidie mit 2n = 56, Decaploidie mit 2n = 70, Endecaploidie mit 2n = 77, Dodecaploidie mit 2n = 84, Tridecaploidie mit 2n = 91 und Icosaploidie mit 2n = 140 vor. Weitere Chromosomenzahlen betragen 2n = 12, 16, 18, 20, 22, 24, 26, 38, 56, 70, 77, 84 oder 91; wie diese zustande kommen wird kontrovers diskutiert und ist nicht gesichert bekannt.

## Ökologie
Die meisten Arten wachsen terrestrisch, aber wenige sind Epiphyten, fakultative oder obligate Hydrophyten; manche Arten sind Geophyten. Es gibt Therophyten, Hemicryptophyten Chamaephyten, Nanophanerophyten bis Phanerophyten.
Die Blüten sind proterandrisch. Es liegt sekundäre Pollenpräsentation vor. Im Verlauf der Anthese wächst der Griffel durch die Staubbeutelröhre und streift den Pollen ab.
Die meisten Arten besitzen sehr auffällig gefärbte Blüten. Viele der in den Anden beheimateten Arten werden durch Vögel (Kolibris) bestäubt, andere von verschiedenen Insekten (Bienen und Schmetterlingen). Es gibt viele Anpassungen der Blütenstände, Blütenstiele und Blüten um Bestäubungen durch vielfältige Tiere, also durch Zoophilie Chasmogamie zu begünstigen.

## Inhaltsstoffe

Molekülstruktur von Lobelin

Lobelien enthalten verschiedene Alkaloide (Lobelia-Alkaloide), besonders Lobelin.
Alle Lobelien-Arten sind giftig.

## Nutzung
Die Sorten mancher Arten sind Zierpflanzen für Parks und Gärten, manche als einjährige Sommerblumen kultiviert. Männertreu (Lobelia erinus) wird als Beet- und Balkonpflanze verwendet Wenige Arten werden in Paludarien und Aquarien verwendet.
Es werden heilende Wirkungen berichtet. Von Lobelia coronopifolia und Lobelia flaccida wurde eine heilende Wirkung berichtet. Lobelia pinifolia wird als Heilpflanze gegen Hautkrankheiten eingesetzt. Indianertabak (Lobelia inflata) wurde geraucht gegen Asthma sowie zur Tabak-Entwöhnung, ist durch den hohen Alkaloidanteil dieser Art bei Überdosierung aber tödlich giftig. Blaue Kardinals-Lobelie (Lobelia siphilitica) wurde früher bei der Heilung von Syphilis eingesetzt.

## Systematik, botanische Geschichte und Verbreitung

### Taxonomie
Der Name Lobelia wurde schon von Charles Plumier 1703 in Nova Plantarum Americanarum Genera, J. Boudot, Paris verwendet.
Die Gattung Lobelia wurde durch Carl von Linné 1753 in Species Plantarum, Laurentius Salvius, Stockholm und 1754 in Genera Plantarum, Laurentius Salvius, Stockholm gültig aufgestellt. Der Gattungsname Lobelia ehrt den flämischen Botaniker und Arzt Matthias de L’Obel (Lobelius) (1538 bis 1616). Die akzeptierte Lectypusart Lobelia cardinalis L. wurde 1929 durch Charles Leo Hitchcock und Mary Letitia Green in Nomenclature, Proposals by British Botanists, 184 festgelegt.
Synonyme für die Lobelia L. sind: Calcaratolobelia Wilbur, Cardinalis Fabr., Chamula Noronha, Colensoa Hook. f., Dortmanna Hill, Dortmannia Kuntze orth. var., Enchysia C.Presl, Euhaynaldia Borbás, Galeatella (E.Wimm.) O.Deg. & I.Deg., Haynaldia Kanitz nom. illeg., Holostigma G.Don, Holostigmateia Rchb. nom. superfl., Hypsela C.Presl, Isolobus A.DC., Laurentia Michx. ex Adans., Mecoschistum Dulac nom. superfl., Neowimmeria O.Deg. & I.Deg., Piddingtonia A.DC., Pratia Gaudich., Rapuntium Mill., Rhynchopetalum Fresen., Speirema Hook. f. & Thomson, Trimeris C.Presl, Tupa G.Don, Tylomium C.Presl.

### Äußere Systematik
Lobelia ist die artenreichste Gattung der Unterfamilie Lobelioideae Burnett innerhalb der Familie Campanulaceae.

### Innere Systematik und Verbreitung
Die Gattung Lobelia ist weltweit verbreitet. Die Heimatgebiete der meisten Arten sind tropisch oder subtropisch. Ein Schwerpunkt der Artenvielfalt der Gattung liegt in der Neotropis. Diversitätszentren sind der Afrikanische Kontinent und Mexiko. Etwa 69 Arten sind in Südafrika heimisch. In China kommen mehr als 23 Arten vor, mindestens sechs davon nur dort. In Madagaskar kommen etwa 14 Arten vor, etwa neun davon nur dort.
Die 2011 etwa 415 Arten wurde durch Lammers 2011 in 18 Sektionen gegliedert (in Klammern jeweils die Anzahl der enthaltenen Arten):
- Lobelia sect. Colensoa (Hook. f.) J.Murata (1 Art)[2]
- Lobelia sect. Cryptostemon (E.Wimm.) J.Murata (10 Arten)[2]
- Lobelia sect. Delostemon (E.Wimm.) J.Murata (44 Arten)[2]
- Lobelia sect. Galeatella E.Wimm. (5 Arten)[2]
- Lobelia sect. Holopogon Benth. (14 Arten)[2]
- Lobelia sect. Homochilus A.DC. (5 Arten)[2]
- Lobelia sect. Hypsela (C.Presl) Lammers (43 Arten)[2]
- Lobelia sect. Jasionopsis Lammers: Sie wurde 2011 neu aufgestellt (1 Art)[2]
- Lobelia sect. Lobelia (22 Arten)[2]
- Lobelia sect. Mezleriopsis Lammers: Sie wurde 2011 neu aufgestellt (7 Arten)[2]
- Lobelia sect. Plagiobotrys Lammers (1 Art)[2]
- Lobelia sect. Rhynchopetalum (Fresen.) Benth. (61 Arten)[2]
- Lobelia sect. Revolutella E.Wimm. (9 Arten)[2]
- Lobelia sect. Speirema (Hook. f. & Thomson) Lammers (5 Arten)[2]
- Lobelia sect. Stenotium (C.Presl) Lammers (144 Arten)[2]
- Lobelia sect. Trimeris (C.Presl) A.DC. (1 Art)[2]
- Lobelia sect. Tupa (G.Don) Benth. (4 Arten)[2]
- Lobelia sect. Tylomium (C.Presl) Benth. (38 Arten)[2]

| - Lobelia aberdarica R.E.Fr. & T.C.E.Fr.: Sie gedeiht in der Aberdare-Bergkette im tropischen Ostafrika in Kenia sowie in Uganda. - Lobelia acrochila (E.Wimm.) E.B.Knox (Syn.: Lobelia rhynchopetalum var. acrochila E.Wimm.): Sie hat seit 1993 den Rang einer Art und kommt nur in Äthiopien vor. - Lobelia acuminata Sw. (Lobelia alexia E.Wimm.): Dieser Endemit kommt nur auf Jamaika vor. - Lobelia acutidens Hook. f.: Sie kommt nur in Äquatorial-Guinea vor. - Lobelia adnexa E.Wimm.: Sie ist im tropischen Afrika verbreitet. - Lobelia agrestis E.Wimm.: Sie kommt in Madagaskar in den Provinzen Antananarivo, Fianarantsoa, Toamasina sowie Toliara vor. - Lobelia aguana E.Wimm.: Sie kommt vom südlichen Mexiko über Guatemala bis Honduras vor. - Lobelia alsinoides Lam.: Es gibt seit 2012 zwei Varietäten: - Lobelia alsinoides Lam. var. alsinoides (Syn.: Lobelia triangulata Roxb., Lobelia stipularis Roth ex Schult., Lobelia microcarpa C.B.Clarke, Lobelia chinensis var. hirta E.Wimm. ex Danguy, Lobelia alsinoides var. hirta (E.Wimm. ex Danguy) E.Wimm.): Sie ist im tropischen Asien weitverbreitet. - Lobelia alsinoides var. trigona (Roxb.) W.J.de Wilde & Duyfjes (Syn.: Lobelia trigona Roxb.): Sie hat 2012 den Rang einer Varietät erhalten. Sie kommt in Sri Lanka sowie Indien vor. - Lobelia alticaulis Proctor: Dieser Endemit kommt nur auf Jamaika vor. - Lobelia amoena Michx. (Syn.: Lobelia colorata Sweet nom. illeg., Lobelia hortensis A.DC.): Sie kommt in den südöstlichen USA vor. - Lobelia anatina E.Wimm.: Sie kommt von Arizona bis New Mexico und nördlichen Mexiko vor. - Lobelia anceps L. f.: Sie ist in subtropischen Gebieten der Südhalbkugel verbreitet. - Lobelia andrewsii Lammers (Syn.: Lobelia gracilis Andrews nom. illeg.): Dieser Name ersetzt seit 2001 einen ungültig veröffentlichten Namen. Sie kommt in östlichen australischen Bundesstaaten New South Wales sowie Queensland vor. - Lobelia angulata G.Forst.: Sie kommt in Neuseeland vor. - Lobelia apalachicolensis D.D.Spauld., Barger & H.E.Horne: Sie wurde 2016 aus Florida erstbeschrieben. - Lobelia appendiculata A.DC.: Sie kommt von den zentralen bis zu den südöstlichen USA vor. - Lobelia aquaemontis E.Wimm.: Sie kommt nur in der südafrikanischen Provinz Limpopo vor. - Lobelia aquatica Cham. (Syn.: Lobelia domingensis A.DC., Lobelia bracteolata Vatke nom. illeg., Lobelia aquatica var. gracilis E.Wimm.): Sie kommt auf Hispaniola und im tropischen Südamerika vor. - Lobelia archboldiana (Merr. & L.M.Perry) Moeliono: Sie kommt nur im östlichen Neuguinea vor. - Lobelia archeri N.G.Walsh: Sie wurde 2010 aus dem australischen Bundesstaat Western Australia erstbeschrieben. - Lobelia ardisiandroidea Schltr.: Diese seltene Art gedeiht zwischen Felsen in größeren Höhenlagen in den Riviersonderend Bergen und in Langkloof in den südafrikanischen Provinzen West- sowie Ostkap. - Lobelia arnhemiaca E.Wimm.: Sie kommt im australischen Northern Territory vor. - Lobelia assurgens L.: Es gibt seit 2006 zwei Unterarten: - Lobelia assurgens L. subsp. assurgens (Syn.: Lobelia assurgens var. jamaicensis Urb., Lobelia jamaicensis (Urb.) Urb.): Dieser Endemit kommt nur auf Jamaika vor. - Lobelia assurgens subsp. santa-clarae (McVaugh) Lammers (Syn.: Lobelia assurgens var. santa-clarae McVaugh): Sie hat 2006 den Rang einer Unterart erhalten. Sie kommt in Kuba sowie auf Hispaniola vor. - Lobelia aurita (Brandegee) T.J.Ayers (Syn.: Lobelia amabilis M.E.Jones, Lobelia cotensis M.E.Jones): Dieser Endemit kommt nur im mexikanischen Bundesstaat Baja California Sur vor. - Lobelia australiensis Lammers: Sie kommt wohl in Australien vor. - Lobelia ayersiae Rzed.: Sie wurde 2016 aus dem mexikanischen Bundesstaat Sinaloa erstbeschrieben. - Lobelia bambuseti R.E.Fr. & T.C.E.Fr.: Sie gedeiht auf den Bergen Kenias. - Lobelia barkerae E.Wimm.: Sie ist nur von einem Fundort, Potberg, Albertsdal im Westkap, bekannt und wurde dort 1947 zuletzt gesammelt. Sie ist vielleicht ausgestorben. - Lobelia barnsii Exell: Dieser Endemit kommt nur in São Tomé vor. - Lobelia baumannii Engl. (Syn.: Lobelia kummeriae Engl. ex T.C.E.Fr., Lobelia baumannii var. kummeriae (Engl. ex T.C.E.Fr.) E.Wimm., Lobelia baumannii var. cuneata E.Wimm.): Sie ist von Burundi über Kenia, Tansania, die Demokratische Republik Kongo, Malawi, Mosambik bis Sambia und Simbabwe verbreitet. - Lobelia beaugleholei Albr.: Sie kommt im südöstlichen Australien vor. - Lobelia benthamii F.Muell.: Sie kommt im östlichen bis südöstlichen Australien vor. - Lobelia bequaertii De Wild.: Sie kommt im Ruwenzori in der Demokratische Republik Kongo und in Uganda vor. - Lobelia berlandieri A.DC.: Es gibt seit 2006 zwei Unterarten: - Lobelia berlandieri A.DC. subsp. berlandieri: Sie kommt von Texas bis ins östliche Mexiko vor. - Lobelia berlandieri subsp. brachypoda (A.Gray) Lammers (Syn.: Lobelia cliffortiana var. brachypoda A.Gray, Lobelia brachypoda (A.Gray) Small, Lobelia berlandieri var. brachypoda (A.Gray) McVaugh): Sie hat 2006 den Rang einer Unterart erhalten und kommt von Texas bis ins nordöstliche Mexiko vor. - Lobelia biflora Rzed.: Sie wurde 2016 aus dem mexikanischen Bundesstaat Veracruz erstbeschrieben. - Lobelia bipinnatifida Rzed.: Sie wurde 2016 aus dem mexikanischen Bundesstaat Hidalgo erstbeschrieben. - Lobelia blantyrensis E.Wimm.: Sie kommt Malawi sowie Mosambik vor. - Lobelia boivinii Sond.: Dieser Endemit kommt nur im Westkap vor. - Lobelia boninensis Koidz.: Dieser Endemit kommt nur auf den Ogasawara-Inseln vor. - Lobelia borneensis (Hemsl.) Moeliono: Es gibt seit 2010 vier Unterarten: - Lobelia borneensis (Hemsl.) Moeliono subsp. borneensis: Sie kommt nur in Sarawak vor. - Lobelia borneensis subsp. celebensis Lammers: Sie 2010 aus Sulawesi erstbeschrieben. - Lobelia borneensis subsp. grandiflora (Stapf) Lammers: Diese Neukombination erfolgte 2010. Sie kommt nur in Sabah vor. - Lobelia borneensis subsp. insulae-florum Lammers: Sie 2010 von der indonesischen Insel Flores erstbeschrieben. - Lobelia boykinii Torr. & Gray ex A.DC.: Sie kommt von New Jersey bis zu den südöstlichen USA vor. - Lobelia brachyantha Merr. & L.M.Perry: Sie kommt nur im westlichen Neuguinea vor. - Lobelia brasiliensis A.O.S.Vieira & G.J.Sheph.: Dieser Endemit kommt nur im brasilianischen Distrito Federal do Brasil vor. - Lobelia brevifolia Nutt. ex A.DC. (Syn.: Lobelia ludoviciana Alph.Wood): Sie kommt in den südöstlichen USA vor. - Lobelia bridgesii Hook. & Arn.: Sie kommt nur im südlichen-zentralen Chile vor. - Lobelia brigittalis E.H L.Krause: Dieser Endemit kommt nur auf der Insel St. Vincent vor. - Lobelia bryophila E.Wimm.: Sie kommt nur im mexikanischen Bundesstaat Guerrero vor. - Lobelia burttii E.A.Bruce: Es gibt seit 1993 drei Unterarten in Tansania: - Lobelia burttii E.A.Bruce subsp. burttii: Dieser Endemit kommt Tansania nur auf dem Mt. Hanang vor. - Lobelia burttii subsp. meruensis E.B.Knox: Dieser Endemit kommt Tansania nur auf dem Mt. Meru vor. - Lobelia burttii subsp. telmaticola E.B.Knox: Dieser Endemit kommt Tansania nur auf dem Mt. Loolmalassin vor. - Lobelia cacuminis Britton & P.Wilson (Syn.: Lobelia oxyphylla var. cacuminis (Britton & P.Wilson) E.Wimm., Lobelia oxyphylla subsp. cacuminis (Britton & P.Wilson) Borhidi): Sie kommt in Kuba vor. - Lobelia caeciliae E.Wimm.: Sie kommt nur im mexikanischen Bundesstaat Chiapas vor. - Lobelia caledoniana C.D.Adams: Dieser Endemit kommt nur auf Jamaika vor. - Lobelia calochlamys (Donn.Sm.) Wilbur: Sie kommt nur in Guatemala vor. - Lobelia camporum Pohl (Syn.: Lobelia paulista E.Wimm., Lobelia camporum var. lundiana A.DC.): Sie kommt vom südöstlichen bis südlichen Brasilien und in der argentinischen Provinz Misiones vor. - Lobelia canbyi A.Gray: Sie kommt in den östlichen US-Bundesstaaten New Jersey, Delaware, Georgia, Maryland, North Carolina, South Carolina sowie Tennessee vor. - Lobelia capillifolia (C.Presl) A.DC.: Sie kommt nur im Westkap vor. - Kardinals-Lobelie (Lobelia cardinalis L.): Sie ist vom südlichen Kanada bis zum nördlichen Kolumbien weitverbreitet. - Lobelia carens Heenan: Sie wurde 2008 von der Nordinsel Neuseelands erstbeschrieben. - Lobelia caudata (Griseb.) Urb.: Dieser Endemit kommt nur auf Jamaika vor. - Lobelia chamaedryfolia (C.Presl) A.DC.: Sie kommt in den südafrikanischen Provinzen Ostkap sowie KwaZulu-Natal vor. - Lobelia chamaepitys Lam.: Die zwei Varietäten kommen nur im Westkap vor: - Lobelia chamaepitys var. ceratophylla (C.Presl) E.Wimm. - Lobelia chamaepitys Lam. var. chamaepitys - Lobelia cheranganiensis Thulin: Sie kommt in Kenia vor. - Lobelia chevalieri Danguy: Dieser Endemit kommt nur im südlichen Vietnam vor. - Lobelia chinensis Lour.: Sie ist in Sri Lanka, Indien, Bangladesch, Nepal, Thailand, Vietnam, Korea, Kambodscha, Laos, Malaysia, Taiwan, Japan (einschließlich der Ryūkyū-Inseln) und in den chinesischen Provinzen Anhui, Fujian, Guangdong, Guangxi, Guizhou, Hainan, Hubei, Hunan, Jiangsu, Jiangxi, Sichuan, Yunnan sowie Zhejiang verbreitet. - Lobelia chireensis A.Rich. (Syn.: Lobelia victorialis E.Wimm.): Sie kommt vom nördlichen Äthiopien über Tansania, Burundi und Sambia bis Simbabwe vor. - Lobelia christii Urb.: Dieser Endemit kommt nur in Haiti vor. - Lobelia circaeoides (C.Presl) A.DC.: Sie kommt wohl in Mexiko vor. - Lobelia cirsiifolia Lam. (Syn.: Lobelia racemosa Sims nom. illeg., Lobelia infesta (Griseb.) Urb., Lobelia heterodonta Sprague, Lobelia ryanii Rendle, Lobelia cirsiifolia var. opilionis E.Wimm.): Sie kommt nur auf den Kleinen Antillen vor. - Lobelia clavata E.Wimm.: Sie kommt in Assam, im nördlichen Myanmar, im nördlichen Thailand, Vietnam, Laos und in den chinesischen Provinzen südwestliches Guizhou (nur Anlong) sowie südlichen Yunnan vor. - Lobelia claviflora Albr. & R.W.Jobson: Die 2018 erstbeschriebene Art kommt in New South Wales vor. - Lobelia cleistogamoides N.G.Walsh & Albr.: Sie wurde 2007 erstbeschrieben. Sie kommt im südlichen Western Australia und South Australia vor. - Lobelia cliffortiana L. (Syn.: Lobelia bisserrata Sessé & Moc., Lobelia chenopodiifolia Wall. ex G.Don, Lobelia tetragona Blume): Sie kommt auf vielen Karibischen Inseln vor. Sie ist in einigen tropischen Gebieten ein Neophyt. - Lobelia cobaltica S.Moore (Syn.: Lobelia longipilosa E.Wimm.): Sie kommt in Simbabwe und Mosambik vor. - Lobelia cochleariifolia Diels: Sie kommt nur in der südafrikanischen Provinz KwaZulu-Natal vor. - Lobelia collina Kunth (Syn.: Lobelia linifolia Willd. ex Schult., Lobelia phyteumoides Willd. ex Schult.): Sie kommt in Ecuador vor. - Lobelia columnaris Hook. f. (Syn.: Lobelia conraui R.E.Fr. & T.C.E.Fr.): Sie kommt in Nigeria, Kamerun und Äquatorialguinea vor. Es ist die einzige westafrikanische „Riesenlobelie“. - Lobelia comosa L.: Die vier Varietäten kommen nur im Westkap vor: - Lobelia comosa L. var. comosa - Lobelia comosa var. foliosa E.Wimm. - Lobelia comosa var. microdon (C.Presl) E.Wimm. - Lobelia comosa var. secundata (Sond.) E.Wimm. - Lobelia comptonii E.Wimm.: Diese seltene Art kommt nur in den Zederbergen im Westkap vor. - Lobelia concolor R.Br.: Sie kommt vom östlichen bis ins südöstliche Australien vor. - Lobelia conferta Merr. & L.M.Perry: Sie kommt in Papua-Neuguinea vor. - Lobelia conglobata Lam.: Dieser Endemit kommt nur auf der Insel Martinique vor. - Lobelia cordifolia Hook. & Arn.: Sie kommt von Mexiko über Costa Rica, El Salvador und Honduras bis Nicaragua vor. - Lobelia corniculata Thulin: Sie kommt in Eswatini und KwaZulu-Natal vor. - Lobelia coronopifolia L.: Sie kommt nur im Westkap vor. - Lobelia corymbiformis Rzed.: Sie wurde 2016 aus dem mexikanischen Bundesstaat Durango erstbeschrieben. - Lobelia cubana Urb.: Sie kommt nur in Kuba vor. - Lobelia cuneifolia Link & Otto: Es gibt drei Varietäten: - Lobelia cuneifolia var. ananda E.Wimm.: Diese sehr seltene Varietät ist nur von einem Fundort in Magaliesberg in der Nähe von Rustenburg in der südafrikanischen Provinz North West bekannt. Dieser Fundort steht unter Schutz. - Lobelia cuneifolia Link & Otto var. cuneifolia: Sie kommt in den südafrikanischen Provinzen West- sowie Ostkap vor. - Lobelia cuneifolia var. hirsuta (C.Presl) E.Wimm.: Sie kommt in den südafrikanischen Provinzen Limpopo sowie Westkap vor. - Lobelia cyanea E.Wimm.: Dieser Endemit gedeiht nur auf einem Inselberg in der Provinz Fianarantsoa in Madagaskar. - Lobelia cymbalarioides Engl. (Syn.: Lobelia afromontana T.C.E.Fr): Sie kommt nur in den Bergen Tansanias vor. - Lobelia cyphioides Harv.: Sie kommt nur im Westkap vor. - Lobelia darlingensis (E.Wimm.) Albr.: Sie kommt im östlichen Australien vor. - Lobelia dasyphylla E.Wimm.: Diese seltene Art kommt nur in den Langeberg zwischen Swellendam und Suurbraak vor. - Lobelia davidii Franch. (Syn.: Lobelia dolichothyrsa Diels, Lobelia kwangsiensis E.Wimm., Lobelia oligantha C.Y.Wu, Lobelia sichuanensis (Y.S.Lian) D.Y.Hong, Lobelia tibetica W.L.Cheng, Lobelia davidii var. dolichothyrsa (Diels) E.Wimm., Lobelia davidii var. glaberrima E.Wimm., Lobelia davidii var. kwangsiensis (E.Wimm.) Y.S.Lian, Lobelia davidii var. sichuanensis Y.S.Lian): Sie ist im nördlichen Indien, Bhutan, Nepal, Myanmar, im südlichen Tibet (Cona, Yadong) und in den chinesischen Provinzen Anhui, Fujian, Guangdong, Guangxi, Guizhou, Hubei, Hunan, Jiangxi, Sichuan, Yunnan, sowie Zhejiang verbreitet. - Lobelia deckenii (Asch.) Hemsl.: Es gibt seit 1993 zwei Unterarten: - Lobelia deckenii (Asch.) Hemsl. subsp. deckenii (Syn.: Lobelia tayloriana Baker f., Lobelia deckenii var. tayloriana (Baker f.) E.Wimm., Lobelia deckenii var. cacuminum R.E.Fr. & T.C.E.Fr.): Dieser Endemit kommt nur auf dem Kilimanjaro vor. - Lobelia deckenii subsp. incipiens E.B.Knox: Dieser Endemit kommt nur auf dem Kilimanjaro vor. - Lobelia decurrens Cav.: Es gibt seit 2004 zwei Unterarten: - Lobelia decurrens Cav. subsp. decurrens (Syn.: Lobelia foliosa Kunth, Lobelia decurrens var. foliosa (Kunth) Heynh., Lobelia decurrens var. jaensis E.Wimm.): Sie kommt nur im südlichen Peru vor. - Lobelia decurrens subsp. parviflora Lammers: Sie wurde 2004 aus dem nördlichen-zentralen Peru erstbeschrieben. - Lobelia decurrentifolia (Kuntze) K.Schum.: Sie kommt nur im Ostkap vor. - Lobelia deleiensis C.E.C.Fisch.: Sie kommt im nordöstlichen Indien und im südwestlichen Yunnan vor. - Lobelia dentata Cav.: Sie kommt nur in New South Wales vor. - Lobelia diastateoides McVaugh: Sie kommt in den mexikanischen Bundesstaaten Guerrero, Oaxaca sowie Chiapas vor. - Lobelia diazlunae Rzed. & Calderón: Sie wurde 1997 aus dem mexikanischen Bundesstaat Nayarit erstbeschrieben. - Lobelia dichroma Schltr.: Dieser Endemit kommt nur im Westkap vor. - Lobelia dielsiana E.Wimm.: Sie kommt in den mexikanischen Bundesstaaten Jalisco sowie Guerrero vor. - Lobelia digitalifolia (Griseb.) Urb. (Syn.: Lobelia guadeloupensis Urb., Lobelia digitalifolia var. guadeloupensis (Urb.) McVaugh): Sie kommt auf den karibischen Inseln Montserrat, Guadeloupe und Dominica vor. - Lobelia dioica R.Br.: Sie kommt in Neuguinea und im nördlichen Australien vor. - Lobelia dissecta M.B.Moss (Syn.: Lobelia dissecta subsp. humidulorum Friis & Vollesen): Sie kommt vom südlichen Sudan über Uganda bis Burundi vor. - Lobelia divaricata Hook. & Arn. (Syn.: Lobelia schmitzii E.Wimm., Lobelia seleriana E.Wimm., Lobelia trivialis E.Wimm., Lobelia berlandieri var. seleriana (E.Wimm.) E.Wimm.): Sie kommt in Mexiko vor. - Lobelia divergens Rzed.: Sie wurde 2016 aus dem mexikanischen Bundesstaat Guerrero erstbeschrieben. - Lobelia djurensis Engl. & Diels (Syn.: Lobelia baoulensis A.Chev.): Sie ist in Afrika vom südlichen Sudan bis zum Senegal weitverbreitet. - Lobelia dodiana E.Wimm.: Sie kommt im nördlichen Myanmar, im nördlichen Indien, in Nepal, Bhutan, in Tibet nur in Nyalam und Yunnan vor. - Lobelia donanensis P.Royen: Sie kommt in Papua-Neuguinea vor. - Lobelia dopatrioides Kurz: Es gibt seit 2012 drei Varietäten: - Lobelia dopatrioides var. cantonensis (E.Wimm. ex Danguy) W.J.de Wilde & Duyfjes (Syn.: Lobelia chinensis var. cantonensis E.Wimm. ex Danguy, Lobelia alsinoides var. cantonensis (E.Wimm. ex Danguy) E.Wimm., Lobelia alsinoides subsp. hancei (H.Hara) Lammers, Lobelia hancei H.Hara, Lobelia hosseusii E.Wimm.): Diese Neukombination erfolgte 2012. Sie kommt in Tibet, in den chinesischen Provinzen Guangdong, Guangxi sowie Yunnan und in Taiwan, Indochina, auf der japanischen Insel Kyushu sowie auf den Ryukyu-Inseln und auf Neuguinea vor. - Lobelia dopatrioides Kurz var. dopatrioides: Sie kommt in Myanmar, Thailand und Vietnam vor. - Lobelia dopatrioides var. kradungensis W.J.de Wilde & Duyfjes: Sie wurde 2012 aus Thailand erstbeschrieben. - Wasser-Lobelie (Lobelia dortmanna L.): Sie ist in Nordamerika und von West- bis Nordeuropa weitverbreitet. Es ist die einzige in Mitteleuropa heimische Art. - Lobelia dregeana (C.Presl) A.DC. (Syn.: Lobelia omphalodoides Schltr., Lobelia orabensis Dinter): Sie ist im südlichen Afrika verbreitet. - Lobelia dressleri Wilbur: Sie kommt nur in Panama vor. - Lobelia drungjiangensis D.Y.Hong: Sie wurde 2015 aus Yunnan erstbeschrieben. - Lobelia dunbariae Rock: Es gab zwei Unterarten auf der hawaiianischen Insel Molokaʻi: - Lobelia dunbariae Rock subsp. dunbariae: Sie ist ausgestorben. - Lobelia dunbariae subsp. paniculata (Rock) Lammers: Sie kommt auf Molokai vor. - Lobelia duriprati T.C.E.Fr.: Sie kommt im tropischen Ostafrika in Kenia, Tansania sowie Uganda vor. - Lobelia eckloniana (C.Presl) A.DC.: Dieser Endemit kommt nur auf der Kaphalbinsel im Westkap vor. - Lobelia ehrenbergii Vatke: Es gibt seit 2006 zwei Unterarten: - Lobelia ehrenbergii subsp. ehrenbergii: Sie kommt im nordöstlichen Mexiko und im Bundesstaat Oaxaca vor. - Lobelia ehrenbergii subsp. gracilens (A.Gray) Lammers (Syn.: Lobelia gracilens A.Gray, Lobelia ehrenbergii var. gracilens (A.Gray) McVaugh): Den Rang einer Unterart hat 2006 erhalten. Sie kommt in den mexikanischen Bundesstaaten Chihuahua und Durango vor. - Lobelia ekmanii Urb.: Dieser Endemit kommt nur in Haiti vor. - Lobelia elongata Small: Sie kommt in den südöstlichen USA vor. - Lobelia endlichii (E.Wimm.) T.J.Ayers: Sie kommt nur im mexikanischen Bundesstaat Chihuahua vor. - Lobelia erectiuscula H.Hara: Sie kommt im nördlichen Myanmar, in Nepal, Sikkim und im südöstlichen Tibet nur in Cona vor. - Männertreu (Lobelia erinus L.): Sie ist vom tropischen bis ins südliche Afrika und in Madagaskar weitverbreitet. Sie ist in einigen Gebieten der Welt ein Neophyt. - Lobelia erlangeriana Engl.: Sie kommt in Äthiopien vor. - Lobelia eryliae C.E.C.Fisch.: Es gibt zwei Unterarten: - Lobelia eryliae subsp. eryliae: Sie kommt nur auf Sulawesi vor. - Lobelia eryliae subsp. luzonica (E.Wimm.) Lammers: Sie kommt auf den Philippinen vor. - Lobelia eurypoda E.Wimm.: Es gibt zwei Varietäten: - Lobelia eurypoda E.Wimm. var. eurypoda: Sie ist im südlichen Afrika verbreitet. - Lobelia eurypoda var. fissurarum E.Wimm.: Diese seltene Art gedeiht in Felsspalten im Sandstein nur in Seweweekspoort, Klein Swartberg im Westkap. - Lobelia exaltata Pohl: Sie kommt vom südöstlichen bis südlichen Brasilien vor. - Lobelia excelsa Bonpl. (Syn.: Lobelia arguta Lindl., Lobelia gigantea Sims nom. illeg., Lobelia salicifolia Sweet, Lobelia neriifolia Moris): Sie kommt vom nördlichen-zentralen bis zentralen Chile vor. - Lobelia exilis Hochst. ex A.Rich. (Syn.: Lobelia tenerrima Chiov., Lobelia exilis var. major E.Wimm., Lobelia exilis var. pusilla E.Wimm.): Sie kommt in Eritrea und Äthiopien vor. - Lobelia fangiana (E.Wimm.) S.Y.Hu (Syn.: Lobelia omiensis E.Wimm.): Dieser Endemit gedeiht an Grashängen in Wäldern und feuchten Dickichten an Hängen und Ufern von Fließgewässern in Höhenlagen 1700 bis 3000 Metern nur im südlichen-zentralen Sichuan. - Lobelia fastigiata Kunth (Syn: Lobelia gardneriana Kanitz, Lobelia tenuifolia Willd. ex Schult., Lobelia trinitensis Griseb.): Sie kommt auf der Insel Trinidad vor und ist von Zentral- bis ins tropische Südamerika verbreitet. - Lobelia fatiscens Heenan: Sie wurde 2008 von der Südinsel Neuseelands erstbeschrieben. - Lobelia fawcettii Urb.: Dieser Endemit kommt nur auf Jamaika vor. - Lobelia feayana A.Gray: Dieser Endemit kommt nur in Florida vor. - Lobelia fenestralis Cav.: Sie kommt von Arizona, Texas, New Mexico bis Mexiko vor. - Lobelia fervens Thunb.: Es gibt zwei Unterarten: - Lobelia fervens Thunb. subsp. fervens (Syn.: Lobelia asperulata Klotzsch, Lobelia humilis Klotzsch, Lobelia madagascariensis Schult., Lobelia mearnsii De Wild., Lobelia odontoptera Schltr., Lobelia petersiana Klotzsch, Lobelia pterocaulon Klotzsch, Lobelia subulata Klotzsch nom. illeg., Lobelia fervens var. asperulata (Klotzsch) Sond.): Sie ist von Äthiopien bis ins tropische südliche Afrika und auf Inseln im westlichen Indischen Ozean weitverbreitet. - Lobelia fervens subsp. recurvata (E.Wimm.) Thulin: Sie ist von Uganda bis ins tropische südliche Afrika verbreitet. - Lobelia filiformis Lam. (Syn.: Lobelia polymorpha Bory, Lobelia filiformis var. subaquatilis E.Wimm.): Sie ist auf Inseln im westlichen Indischen Ozean verbreitet. - Lobelia filipes E.Wimm.: Sie kommt nur in Namibia vor. - Lobelia fissiflora N.G.Walsh: Sie wurde 2010 aus dem australischen Bundesstaat Western Australia erstbeschrieben. - Lobelia fistulosa Vell.: Sie kommt vom südöstlichen bis südlichen Brasilien vor. - Lobelia flaccida (C.Presl) A.DC.: Es gibt seit 1983 drei Unterarten: - Lobelia flaccida (C.Presl) A.DC. subsp. flaccida: Sie ist im südlichen Afrika verbreitet. - Lobelia flaccida subsp. granvikii (T.C.E.Fr.) Thulin (Syn.: Lobelia granvikii T.C.E.Fr.): Sie hat seit 1983 den Rang einer Unterart. Sie kommt im südlichen Sudan, in Uganda sowie Kenia vor. - Lobelia flaccida subsp. mossiana (R.D.Good) Thulin (Syn.: Lobelia mossiana R.D.Good): Sie hat seit 1983 den Rang einer Unterart. Sie ist vom südlichen tropischen bis ins südliche Afrika verbreitet. - Lobelia flaccidifolia Small: Sie kommt in den USA von Texas bis Florida vor. - Lobelia flexicaulis Rzed. & Calderón: Sie wurde 2001 erstbeschrieben und kommt in den mexikanischen Bundesstaaten México sowie Guerrero vor. - Lobelia flexuosa (C.Presl) A.DC.: Es gibt seit 2006 zwei Unterarten: - Lobelia flexuosa subsp. flexuosa: Sie kommt im südwestlichen Mexiko vor. - Lobelia flexuosa subsp. intermedia (Hemsl.) Lammers (Syn.: Heterotoma intermedia Hemsl.): Sie kommt im Südwesten des mexikanischen Bundesstaates Durango vor. - Lobelia floridana Chapm.: Sie kommt vom südöstlichen USA bis Texas vor. - Lobelia foliiformis T.J.Zhang & D.Y.Hong: Dieser Endemit gedeiht an sonnigen Hängen in Höhenlagen von 2300 bis 3000 Metern nur im autonomen Bezirk Dali in Yunnan. - Lobelia fugax Heenan, Courtney & P.N.Johnson: Sie wurde 2008 von der Südinsel Neuseelands erstbeschrieben. - Lobelia galpinii Schltr.: Sie kommt in Lesotho und im Ostkap vor. - Lobelia gaoligongshanica D.Y.Hong: Sie wurde 2015 aus Yunnan erstbeschrieben. - Lobelia gattingeri A.Gray: Sie kommt in den US-Bundesstaaten Kentucky, Tennessee sowie Alabama vor. - Lobelia gaudichaudii A.DC.: Sie kommt nur auf der hawaiianischen Insel Oʻahu vor. - Lobelia gelida F.Muell.: Sie kommt in den australischen Bundesstaaten New South Wales sowie Victoria vor. - Lobelia georgiana McVaugh: Sie kommt in den südöstlichen Vereinigten Staaten vor. - Lobelia ghiesbreghtii Decne.: Sie kommt nur im mexikanischen Bundesstaat Oaxaca vor. - Lobelia gibbosa Labill.: Sie ist in Australien verbreitet. - Lobelia giberroa Hemsl.: Sie ist in Afrika von Eritrea über den Sudan bis Malawi und Sambia weitverbreitet. - Lobelia gilgii Engl.: Dieser Endemit gedeiht in Tansania nur im Uluguru-Gebirge. - Lobelia gilletii De Wild.: Sie kommt im tropischen West- und Zentralafrika vor. - Lobelia glaberrima Heenan: Sie wurde 2008 von der Südinsel Neuseelands erstbeschrieben. - Lobelia gladiaria McVaugh: Sie kommt nur im mexikanischen Bundesstaat Hidalgo vor. - Lobelia glandulosa Walter: Sie kommt in den südöstlichen Vereinigten Staaten vor. - Lobelia glaucescens E.Wimm.: Sie kommt nur im mexikanischen Bundesstaat Veracruz vor. - Lobelia glazioviana Zahlbr.: Sie kommt im brasilianischen Bundesstaat Rio de Janeiro vor. - Lobelia gloria-montis Rock: Es gibt seit 2007 zwei Unterarten, die beide auf Hawaii vorkommen: - Lobelia gloria-montis Rock subsp. gloria-montis (Syn.: Lobelia gaudichaudii var. gloria-montis (Rock) H.St.John & Hosaka): Sie kommt im östlichen Molokai und im westlichen Maui vor. - Lobelia gloria-montis subsp. longibracteata (Rock) Lammers (Syn.: Lobelia gaudichaudii var. longibracteata Rock, Lobelia gloria-montis var. longibracteata (Rock) Rock, Lobelia longibracteata (Rock) E.Wimm., Lobelia gaudichaudii var. albiflora H.St.John & A.C.Medeiros): Sie hat 2007 den Rang einer Unterart erhalten. Dieser Endemit kommt nur auf Maui vor. - Lobelia goetzei Diels: Sie kommt von Tansania über Malawi, Mosambik und Simbabwe bis Limpopo vor. - Lobelia goldmanii (Fernald) T.J.Ayers: Sie kommt in den mexikanischen Bundesstaaten Sonora, Sinaloa und Durango vor. - Lobelia gouldii W.Fitzg.: Sie kommt in Australien im Bundesstaat Victoria vor. - Lobelia gracillima Welw. ex Hiern: Sie kommt in Angola vor. - Lobelia grandifolia Britton: Dieser Endemit kommt nur in Jamaika vor. - Lobelia graniticola E.Wimm.: Dieser Endemit gedeiht in Tansania nur im Uluguru-Gebirge. - Lobelia grayana E.Wimm.: Dieser Endemit in Hawaii nur im östlichen Maui vor. - Lobelia gregoriana Baker f.: Es gibt seit 1993 drei Unterarten: - Lobelia gregoriana subsp. elgonensis (R.E.Fr. & T.C.E.Fr.) E.B.Knox (Syn.: Lobelia elgonensis R.E.Fr. & T.C.E.Fr.): Sie kommt in Kenia und in Uganda vor. - Lobelia gregoriana subsp. gregoriana: Dieser Endemit kommt nur auf dem Mount-Kenya-Massiv in Kenia vor. - Lobelia gregoriana subsp. sattimae (R.E.Fr. & T.C.E.Fr.) E.B.Knox (Syn.: Lobelia sattimae R.E.Fr. & T.C.E.Fr.): Dieser Endemit kommt nur auf der Aberdare-Bergkette in Kenia vor. - Lobelia griffithii Hook.f. & Thomson: Sie kommt von Indochina bis zur nördlichen malaiischen Halbinsel vor. - Lobelia gruina Cav.: Es gibt seit 2006 zwei Unterarten: - Lobelia gruina Cav. subsp. gruina: Sie ist in Mexiko weitverbreitet. - Lobelia gruina subsp. peduncularis (McVaugh) Lammers (Syn.: Lobelia gruina var. peduncularis McVaugh): Sie kommt nur im südwestlichen Mexiko vor. - Lobelia guatemalensis (B.L.Rob. ex Donn.Sm.) Wilbur (Syn.: Centropogon guatemalensis B.L.Rob. ex Donn.Sm.): Sie kommt in Guatemala und in Honduras vor. - Lobelia guerrerensis Eakes & Lammers: Sie wurde 1999 aus dem mexikanischen Bundesstaat Guerrero erstbeschrieben. - Lobelia guzmanii Rzed.: Sie wurde 2016 aus dem mexikanischen Bundesstaat Durango erstbeschrieben. - Lobelia gypsophila T.J.Ayers: Sie wurde 1988 aus dem mexikanischen Bundesstaat Nuevo León erstbeschrieben. - Lobelia hainanensis E.Wimm.: Sie kommt in Hainan vor. - Lobelia harrisii Urb.: Dieser Endemit kommt nur in Jamaika vor. - Lobelia hartlaubii Buchenau: Sie kommt von Nigeria über Kamerun, Ruanda und die Demokratische Republik Kongo bis Uganda und in Madagaskar vor. - Lobelia hartwegii Benth. ex A.DC (Syn.: Lobelia velutina M.Martens & Galeotti, Lobelia hartwegii var. angusta E.Wimm.): Sie kommt im zentralen und südwestlichen Mexiko vor. - Lobelia hassleri Zahlbr.: Sie kommt von Paraguay über das südliche Brasilien bis Argentinien vor. - Lobelia hederacea Cham.: Sie ist von Bolivien und dem südöstlichen bis südlichen Brasilien bis Paraguay, Uruguay und Argentinien verbreitet. - Lobelia henodon E.Wimm.: Sie kommt in Angola vor. - Lobelia henricksonii M.C.Johnst.: Sie kommt im mexikanischen Bundesstaat Coahuila vor. - Lobelia hereroensis Schinz: Sie kommt in Namibia vor. - Lobelia heteroclita McVaugh: Sie kommt in Kolumbien vor. - Lobelia heterophylla Labill.: Es gibt seit 2010 drei Unterarten: - Lobelia heterophylla subsp. centralis N.G.Walsh: Sie kommt im australischen Bundesstaat Northern Territory vor. - Lobelia heterophylla Labill. subsp. heterophylla: Sie ist in Australien verbreitet. - Lobelia heterophylla subsp. pilbarensis N.G.Walsh: Sie kommt nur im australischen Bundesstaat Western Australia vor. - Lobelia heyneana Schult.: Sie ist in Afrika von Eritrea bis Sambia, in Oman und von Yunnan bis zum tropischen Asien weitverbreitet. - Lobelia hilaireana (Kanitz) E.Wimm.: Sie kommt im brasilianischen Bundesstaat Minas Gerais vor. - Lobelia hillebrandii Rock: Dieser Endemit kommt nur auf der hawaiianischen Insel Maui vor. - Lobelia hintoniorum B.L.Turner: Sie wurde 1996 aus dem mexikanischen Bundesstaat Oaxaca erstbeschrieben. - Lobelia hirtipes E.Wimm.: Die zwei Varietäten kommen nur in der Provinz Toamasina in Madagaskar vor. - Lobelia holotricha E.Wimm.: Sie kommt in Peru vor. - Lobelia holstii Engl.: Sie kommt Äthiopien bis Tansania vor. - Lobelia homophylla E.Wimm.: Dieser Endemit kommt nur in Florida vor. - Lobelia hongiana Q.F.Wang & G.W.Hu: Sie wurde 2018 aus der chinesischen Provinz Guangxi erstbeschrieben. - Lobelia horombensis E.Wimm.: Sie kommt in Madagaskar in den Provinzen Fianarantsoa sowie Toliara vor. - Lobelia hotteana Judd & Skean: Dieser Endemit kommt nur in Haiti vor. - Lobelia humistrata F.Muell. ex Benth.: Sie kommt im australischen Bundesstaat Queensland vor. - Lobelia humpatensis E.Wimm.: Dieser Endemit kommt in Angola nur in Huíla vor. - Lobelia hypnodes E.Wimm. ex McVaugh: Sie kommt im mexikanischen Bundesstaat Veracruz vor. - Lobelia hypoleuca Hillebr.: Sie kommt auf hawaiianischen Inseln vor. - Lobelia hypsibata E.Wimm.: Diese seltene Art kommt nur in den Langeberg Mountains, Tradouw Pass im Westkap vor. - Lobelia illota McVaugh: Sie kommt im mexikanischen Bundesstaat Chiapas vor. - Lobelia imberbis (Griseb.) Urb.: Sie kommt auf Kuba vor. - Lobelia imperialis E.Wimm.: Sie kommt im brasilianischen Bundesstaat Rio de Janeiro vor. - Lobelia inconspicua A.Rich.: Sie ist im tropischen Afrika verbreitet. - Indianertabak (Lobelia inflata L.): Sie ist in Nordamerika vom östlichen Kanada über die östlichen bis zu den nördlichen-zentralen USA verbreitet. - Lobelia innominata Rendle: Dieser Endemit kommt nur in Jamaika vor. - Lobelia intercedens (E.Wimm.) Thulin: Sie kommt im südlichen topischen Afrika vor. - Lobelia irasuensis Planch. & Oerst.: Es gibt seit 2006 drei Unterarten: - Lobelia irasuensis subsp. fucata (McVaugh) Lammers (Syn.: Lobelia irasuensis var. fucata McVaugh): Den Rang einer Unterart hat sie 2006 erhalten. Sie kommt in den mexikanischen Bundesstaaten Sinaloa sowie Durango vor. - Lobelia irasuensis Planch. & Oerst. subsp. irasuensis: Sie kommt in Costa Rica und Panama vor. - Lobelia irasuensis subsp. picta (B.L.Rob. & Seaton) Lammers (Syn.: Lobelia picta B.L.Rob. & Seaton, Lobelia irasuensis var. picta (B.L.Rob. & Seaton) McVaugh): Den Rang einer Unterart hat sie 2006 erhalten. Sie kommt im mexikanischen Bundesstaat México vor. - Lobelia irrigua R.Br.: Dieser Endemit kommt nur in Tasmanien vor. - Lobelia iteophylla C.Y.Wu: Sie gedeiht in Wäldern, an Waldrändern und auf Grashängen an Fließgewässern in Höhenlagen von 800 bis 2500 Metern in Yunnan. - Lobelia jaliscensis McVaugh: Sie kommt im mexikanischen Bundesstaat Jalisco vor. - Lobelia jasionoides (A.DC.) E.Wimm.: Die zwei Varietäten kommen nur im Westkap vor: - Lobelia jasionoides (A.DC.) E.Wimm. var. jasionoides (Syn.: Lobelia goodii E.Wimm.) - Lobelia jasionoides var. sparsiflora (Sond.) E.Wimm. - Lobelia kalmii L.: Sie kommt vom subarktischen Nordamerika bis zu den nördlichen Vereinigten Staaten vor. - Lobelia kalobaensis E.Wimm. ex Thulin: Sie kommt in der Demokratischen Republik Kongo vor. - Lobelia ×kauaiensis (A.Gray) A.Heller = Lobelia villosa × Lobelia wahiawa: Sie kommt auf Kauai vor. - Lobelia kirkii R.E.Fr.: Sie kommt in Angola, Sambia und Simbabwe vor. - Lobelia knoblochii T.J.Ayers: Sie wurde 1987 aus dem mexikanischen Bundesstaat Chihuahua erstbeschrieben. - Lobelia koolauensis (Hosaka & Fosberg) Lammers: Sie wurde 2007 von den nördlichen Ko‘olau-Bergen auf Oʻahu erstbeschrieben. - Lobelia kraussii Graham: Sie kommt nur auf den Inseln Martinique und Dominica vor. - Lobelia kundelungensis Thulin: Sie kommt in der Demokratischen Republik Kongo vor. - Lobelia lammersiana P.Biju, Josekutty & Augustine: Sie wurde 2016 aus dem indischen Bundesstaat Kerala erstbeschrieben. - Lobelia langeana Dusén: Sie kommt im südlichen Brasilien vor. - Lobelia lasiocalycina E.Wimm.: Sie kommt von Burundi bis Sambia vor. - Lobelia laurentioides Schltr.: Diese Art ist nur von wenigen Aufsammlung zwischen Bain’s Kloof und Caledon im Westkap bekannt. - Lobelia laxa MacOwan: Sie kommt im südlichen Afrika vor. - Fackel-Lobelie oder Mexikanische Busch-Lobelie (Lobelia laxiflora Kunth): Es gibt seit 1999 zwei Unterarten: - Lobelia laxiflora subsp. angustifolia (A.DC.) Eakes & Lammers (Syn.: Lobelia laxiflora var. angustifolia A.DC., Lobelia angustifolia (A.DC.) Urbina nom. illeg., Lobelia cavanillesii var. lutea F.Haage & E.Schmidt, Lobelia nelsonii var. fragilis B.L.Rob. & Fernald, Lobelia dracunculoides Willd. ex Schult., Lobelia laxiflora var. brevipes E.Wimm.): Sie hat 1999 den Rang einer Unterart erhalten. Sie kommt im südlichen Arizona und in Mexiko vor. - Lobelia laxiflora Kunth subsp. laxiflora: Sie kommt von Mexiko über Zentralamerika bis Kolumbien vor. - Lobelia leichhardii E.Wimm.: Sie kommt in Queensland vor. - Lobelia lepida E.Wimm.: Sie kommt in Angola vor. - Lobelia leschenaultiana (C.Presl) Skottsb.: Sie kommt im südwestlichen Indien und in Sri Lanka vor. - Lobelia leucotos Albr.: Sie wurde 2000 aus dem australischen Bundesstaat Queensland erstbeschrieben. - Lobelia limosa (Adamson) E.Wimm.: Sie kommt nur im Westkap vor. - Lobelia lindblomii Mildbr.: Dieser Endemit kommt im tropischen Ostafrika nur auf dem Mt. Elgon und in den Aberdare Bergen vor. - Lobelia linearis Thunb.: Sie kommt im Ost- sowie Westkap vor. - Lobelia lingulata E.Wimm.: Sie ist nur von einem Fundort in Madagaskar in der Provinz Mahajanga bekannt. - Lobelia lisowskii Thulin: Sie kommt in der Demokratischen Republik Kongo vor. - Lobelia lithophila Senterre & Cast.-Campos: Sie wurde 2008 aus dem mexikanischen Bundesstaat Veracruz erstbeschrieben. - Lobelia livingstoniana R.E.Fr.: Sie kommt in Angola und Sambia vor. - Lobelia lobata E.Wimm.: Sie kommt in Simbabwe sowie Limpopo vor. - Lobelia longicaulis Brandegee: Sie ist vom zentralen Mexiko über Guatemala, Costa Rica, El Salvador, Honduras und Nicaragua bis Panama verbreitet. - Lobelia longipedicellata C.E.C.Fisch.: Dieser Endemit kommt nur in Arunachal Pradesh vor. - Lobelia longisepala Engl.: Sie kommt nur im nordöstlichen Tansania vor. - Lobelia loochooensis Koidz.: Dieser Endemit kommt nur auf den japanischen Inseln Kume-jima sowie Amami-Ōshima vor. - Lobelia lucayana Britton & Millsp.: Sie kommt nur auf den Bahamas nur auf den In Inseln Inaguas sowie Guanahani und auf den Turks- und Caicosinseln. - Lobelia lukwangulensis Engl.: Dieser Endemit kommt in Tansania nur auf den Uluguru-Bergen vor. - Lobelia luruniensis E.Wimm.: Sie kommt in Bolivien vor. - Lobelia luzoniensis (Pers.) Merr.: Dieser Endemit kommt auf Luzon vor. - Lobelia macdonaldii B.L.Turner: Sie kommt im mexikanischen Bundesstaat Oaxaca vor. - Lobelia macrocentron (Benth.) T.J.Ayers: Sie kommt in den mexikanischen Bundesstaaten Durango bis Nayarit vor. - Lobelia macrodon (Hook. f.) Lammers: Sie kommt auf der Südinsel Neuseelands vor. - Lobelia malowensis E.Wimm.: Sie kommt im südlichen Afrika vor. - Lobelia margarita E.Wimm.: Sie kommt im mexikanischen Bundesstaat Nueva León vor. - Lobelia martagon (Griseb.) Hitchc.: Dieser Endemit kommt nur in Jamaika vor. - Lobelia mcvaughii T.J.Ayers: Sie kommt im mexikanischen Bundesstaat Durango vor. - Lobelia melliana E.Wimm.: Sie gedeiht in Höhenlagen unterhalb von 1000 Metern in den chinesischen Provinzen Fujian, Guangdong, Hubei (Badong, Zigui), in Hunan nur in Yizhang, in Jiangsu nur in Suzhou, in Zhejiang nur in Longquan und im südlichen sowie westlichen Jiangxi. - Lobelia membranacea R.Br.: Sie kommt im australischen Bundesstaat Queensland vor. - Lobelia mexicana E.Wimm.: Sie kommt vom südöstlichen Mexiko bis Guatemala vor. - Lobelia mezlerioides E.Wimm.: Sie kommt im australischen Bundesstaat Queensland vor. - Lobelia mildbraedii Engl.: Sie ist von Tansania über Uganda, Burundi, Ruanda bis zur Demokratischen Republik Kongo und Malawi verbreitet. - Lobelia minutula Engl.: Sie ist von Kamerun bis zum tropischen Ostafrika verbreitet. - Lobelia modesta Wedd.: Sie kommt in Kolumbien und Venezuela vor. - Lobelia molleri Henriq.: Sie kommt in São Tomé vor und ist von Kamerun über den Südsudan und das tropische Afrika bis Simbabwe verbreitet. - Lobelia monostachya (Rock) Lammers: Dieser Endemit kommt nur auf der hawaiianischen Insel Oʻahu vor. - Lobelia montana Reinw. ex Blume: Sie kommt vom östlichen Himalaya bis zum südöstlichen Yunnan sowie Indochina und auf Java vor. - Lobelia morogoroensis E.B.Knox & Pócs: Dieser Endemit kommt in Tansania nur auf den Uluguru- und Nguru-Bergen vor. - Lobelia muscoides Cham.: Diese seltene Art kommt nur in den Langebergen zwischen Swellendam und Suurbraak im Westkap vor. - Lobelia nana Kunth: Sie ist von Mexiko bis Guatemala und von Kolumbien, Bolivien, Ecuador bis Peru und nördlichen Argentinien verbreitet. - Lobelia neglecta Schult.: Sie kommt im Ost- sowie Westkap vor. - Lobelia neumannii T.C.E.Fr.: Sie kommt von Äthiopien über Kenia und den Sudan bis Kamerun vor. - Lobelia nicotianifolia Roth ex Schult.: Sie kommt von Indien und Sri Lanka bis ins südliche China, Indochina und die Malaiische Halbinsel vor. - Lobelia niihauensis H.St.John: Sie kommt auf den hawaiianischen Inseln Niihau, Kauaʻi sowie Oʻahu vor. - Lobelia nubicola McVaugh: Sie kommt in Guatemala und Honduras vor. - Lobelia nubigena J.Anthony: Dieser Endemit kommt nur in Bhutan vor. - Lobelia nugax E.Wimm.: Sie ist nur von der Typussammlung aus dem Jahr 1897 vom Skurweberg in den Koue Bokkeveld Bergen im Westkap bekannt. - Lobelia nummularia Lam.: Sie ist vom subtropischen bis tropischen Asien und Südostasien bis Neuguinea und Queensland weitverbreitet. - Lobelia nummularioides Cham.: Sie ist vom südlichen über das südöstliche Brasilien bis ins nordöstliche Argentinien verbreitet. - Lobelia nuttallii Schult.: Sie ist von den östlichen USA. bis Oklahoma verbreitet. - Lobelia oahuensis Rock: Dieser Endemit kommt nur auf der hawaiianischen Insel Oʻahu vor. - Lobelia oaxacana Rzed.: Sie wurde 2016 aus dem mexikanischen Bundesstaat Oaxaca erstbeschrieben. - Lobelia obconica E.Wimm.: Sie kommt vielleicht in Mexiko vor. - Lobelia occidentalis McVaugh & Huft: Sie kommt in den mexikanischen Bundesstaaten Jalisco und Guerrero vor. - Lobelia oligophylla (Wedd.) Lammers: Sie ist von Ecuador und Peru bis zum südlichen Südamerika verbreitet. - Lobelia organensis Gardner: Sie kommt nur im südöstlichen Brasilien vor. - Lobelia orientalis Rzed. & Calderón: Sie wurde 1997 aus dem mexikanischen Bundesstaat Querétaro erstbeschrieben. - Lobelia origenes Lammers: Sie wurde 2010 aus Sabah erstbeschrieben. - Lobelia ovina E.Wimm.: Sie kommt in Tansania, Malawi sowie Sambia vor. - Lobelia oxyphylla Urb.: Sie kommt in Kuba vor. - Lobelia paludigena Thulin: Sie kommt in der Demokratischen Republik Kongo vor. - Lobelia paludosa Nutt.: Sie kommt in den südöstlichen USA vor. - Lobelia paranaensis R.Braga: Sie kommt im brasilianischen Bundesstaat Paraná vor. - Lobelia parva Badré & Cadet: Dieser Endemit kommt nur auf Réunion vor. - Lobelia parvidentata L.O.Williams: Sie kommt in Honduras vor. - Lobelia patula L. f.: Sie kommt im Ost- sowie im Westkap vor. - Lobelia pedunculata R.Br.: Sie kommt vom östlichen bis südöstlichen Australien vor. - Lobelia perpusilla Hook. f.: Sie kommt in Neuseeland vor. - Lobelia perrieri E.Wimm.: Sie kommt in Madagaskar nur auf Inselbergen in den Provinzen Antsiranana sowie Toamasina vor. - Lobelia persicifolia Lam.: Dieser Endemit kommt nur auf Guadeloupe vor. - Lobelia petiolata Hauman: Sie kommt in der Demokratischen Republik Kongo und in Ruanda vor. - Lobelia philippinensis Skottsb.: Es gibt seit 2011 drei Unterarten, die alle auf den Philippinen vorkommen. - Lobelia physaloides A.Cunn.: Sie kommt nur auf der Nordinsel Neuseelands vor. - Lobelia pinifolia L.: Sie kommt nur im Westkap vor. - Lobelia platycalyx (F.Muell.) F.Muell.: Sie kommt im südöstlichen Australien vor. - Lobelia pleotricha Diels: Sie kommt im nördlichen Myanmar, in Tibet nur in Mêdog und im westlichen Yunnan vor. - Lobelia poetica E.Wimm.: Sie kommt im mexikanischen Bundesstaat Nayarit vor. - Lobelia polyphylla Hook. & Arn.: Sie kommt im nördlichen und zentralen Chile vor. - Lobelia porphyrea Rzed. & Calderón: Sie wurde 2001 aus dem mexikanischen Bundesstaat Hidalgo erstbeschrieben. - Lobelia portoricensis (Vatke) Urb.: Sie kommt in Puerto Rico vor. - Lobelia pratiana Gaudich. ex Lammers: Sie kommt vom südlichen Chile und Argentinien bis zu den Falkland-Inseln vor. - Lobelia pratioides Benth.: Sie kommt im südöstlichen Australien vor. - Lobelia preslii A.DC.: Sie ist im südlichen Afrika verbreitet. - Lobelia pringlei S.Watson: Sie kommt im mexikanischen Bundesstaat Nuevo León vor. - Lobelia proctorii Argent & P.Wilkie: Sie kommt auf den Philippinen vor. - Lobelia psilostoma E.Wimm.: Sie kommt nur im australischen Bundesstaat Western Australia vor. - Lobelia pteropoda (C.Presl) A.DC.: Sie kommt im Ostkap sowie KwaZulu-Natal vor. - Lobelia puberula Michx.: Sie ist von den zentralen bis zu den östlichen USA verbreitet. - Lobelia pubescens Aiton: Die fünf Varietäten kommen nur im Westkap vor. - Lobelia pulchella Vatke: Sie kommt im südlichen Mexiko vor. - Lobelia purpurascens R.Br. Sie kommt im östlichen Australien vor. - Lobelia purpusii Brandegee: Sie kommt in den mexikanischen Bundesstaaten San Luis Potosí sowie Veracruz vor. - Lobelia pyramidalis Wall.: Sie kommt im nördlichen Indien, Bhutan, nördlichen Nepal, nördlichen Myanmar, nördlichen Thailand, Laos, Vietnam, in den chinesischen Provinzen westliches Guangxi, südwestliches Guizhou sowie Yunnan und vielleicht in Lhasa vor. - Lobelia quadrangularis R.Br.: Sie kommt im nördlichen Australien und in Vanuatu vor. - Lobelia quadrisepala (R.D.Good) E.Wimm.: Sie kommt nur im Westkap vor. - Lobelia quarreana E.Wimm.: Sie kommt in der Demokratischen Republik Kongo und in Sambia vor. - Lobelia quiexobrae Rzed.: Sie wurde 2018 aus dem mexikanischen Bundesstaat Oaxaca erstbeschrieben. - Lobelia rarifolia E.Wimm.: Sie kommt nur im australischen Bundesstaat Western Australia vor. - Lobelia reinwardtiana (C.Presl) A.DC.: Es gibt seit 2012 zwei Varietäten: - Lobelia reinwardtiana var. megalantha W.J.de Wilde & Duyfjes: Diese Unterart wurde 2012 aus dem indischen Bundesstaat Kerala erstbeschrieben. - Lobelia reinwardtiana var. reinwardtiana: Sie kommt im zentralen und südlichen Indien und im westlichen Malesien vor. - Lobelia remyi Rock: Sie kam auf Oʻahu vor, der letzte Bericht stammt von 1885, sie gilt als ausgestorben. - Lobelia reniformis Cham.: Sie kommt im südlichen Brasilien und argentinischen Misiones vor. - Lobelia reptans W.J.de Wilde & Duyfjes: Sie wurde 2012 aus Papua-Neuguinea erstbeschrieben. - Lobelia reverchonii B.L.Turner: Sie kommt in den US-Bundesstaaten Texas sowie Louisiana vor. - Lobelia rhombifolia de Vriese: Sie kommt in den australischen Bundesstaaten South Australia, Western Australia und in Tasmanien vor. - Lobelia rhynchopetalum Hemsl.: Sie kommt in Äthiopien vor. - Lobelia rhytidosperma Benth.: Sie kommt nur vom westlichen bis südwestlichen Western Australia vor. - Lobelia ritabeaniana E.B.Knox: Dieser Endemit kommt in Tansania nur auf den Nguru-Bergen vor. - Lobelia rivalis E.Wimm.: Sie kommt in der Demokratischen Republik Kongo vor. - Lobelia robusta Graham: Sie kommt auf den karibischen Inseln Kuba, Hispaniola und Puerto Rico vor. - Lobelia ×rogersii Bowden: Diese Hybride aus Lobelia brevifolia × Lobelia puberula kommt in den südöstlichen USA vor. - Lobelia rosalindae Rzed.: Sie wurde 2018 aus dem mexikanischen Bundesstaat Oaxaca erstbeschrieben. - Lobelia rotundifolia Juss. ex A.DC.: Sie ist vom zentralen Himalaya bis Indo-China verbreitet. - Lobelia roughii Hook. f.: Sie kommt auf der Südinsel Neuseelands vor. - Lobelia rubescens De Wild.: Sie kommt vom tropischen Westafrika bis Tansania vor. - Lobelia rzedowskii Art.Castro & I.Gut.: Sie wurde 2018 aus dem mexikanischen Bundesstaat Nayarit erstbeschrieben. - Lobelia salicina Lam.: Sie kommt auf Kuba und Hispaniola vor. - Lobelia sancta Thulin: Sie kommt in Tansania vor. - Lobelia santa-luciae Rendle: Dieser Endemit kommt nur auf der karibischen Insel St. Lucia vor. - Lobelia santos-limae Brade: Sie kommt im brasilianischen Bundesstaat Rio de Janeiro vor. - Lobelia sapinii De Wild.: Sie kommt im tropischen Afrika vor. - Lobelia sartorii Vatke: Sie kommt von Mexiko bis Guatemala vor. - Lobelia saturninoi Art.Castro & I.Gut.: Sie wurde 2018 aus dem mexikanischen Bundesstaat Durango erstbeschrieben. - Lobelia scaevolifolia Roxb.: Dieser Endemit kommt nur auf der Insel St. Helena vor. - Lobelia scebelii Chiov.: Sie kommt in Äthiopien vor. - Lobelia schimperi Hochst. ex A.Rich.: Sie kommt nur im nördlichen Äthiopien vor. - Lobelia scrobiculata E.Wimm.: Sie kommt vermutlich in Mexiko vor. - Lobelia seguinii H.Lév. & Vaniot: Sie kommt im nördlichen Thailand, nördlichen Vietnam, Taiwan und in den chinesischen Provinzen Chongqing (nur in Fengjie, Wushan, Wuxi), westlichen Guangxi, Guizhou (nur Anlong, Ceheng), Hubei (nur Badong, Zigui), Yunnan sowie südwestlichen Sichuan vor. - Lobelia serpens Lam.: Sie kommt in Madagaskar, Mauritius und Réunion vor. - Lobelia serratifolia W.J.de Wilde & Duyfjes: Sie wurde 2012 aus Papua-Neuguinea erstbeschrieben. - Lobelia sessilifolia Lamb.: Sie kommt von Sibirien bis Japan vor. - Lobelia setacea Thunb.: Die zwei Varietäten kommen nur im Westkap vor: - Lobelia setacea var. dissectifolia E.Wimm. - Lobelia setacea Thunb. var. setacea - Lobelia setulosa E.Wimm.: Sie kommt in den mexikanischen Bundesstaaten Guerrero und Oaxaca vor. - Lobelia shaferi Urb.: Sie kommt in Kuba vor. - Lobelia simplicicaulis R.Br.: Sie kommt im östlichen und südlichen Australien vor. - Lobelia simulans N.G.Walsh: Sie wurde 2010 aus dem australischen Bundesstaat Western Australia erstbeschrieben. - Lobelia sinaloae Sprague: Sie kommt im mexikanischen Bundesstaat Sinaloa vor. - Blaue Kardinals-Lobelie (Lobelia siphilitica L.): Sie kommt vom südlichen Kanada bis zu den Vereinigten Staaten vor. - Lobelia solaris E.Wimm.: Sie kommt in Madagaskar nur auf Inselbergen in den Provinzen Antananarivo, Mahajanga sowie Toamasina vor. - Lobelia sonderiana (Kuntze) Lammers: Sie ist von Kenia bis Südafrika weitverbreitet. - Lobelia spathopetala Diels: Die zwei Varietäten kommen in Madagaskar in den Provinzen Antananarivo, Fianarantsoa, Mahajanga, Toamasina sowie Toliara vor. - Lobelia ×speciosa Sweet = Lobelia cardinalis × Lobelia siphilitica: Sie kommt in Nordamerika in Ontario, Illinois und Missouri vor. - Lobelia spicata Lam.: Sie kommt vom zentralen und östlichen Kanada bis zu den zentralen und östlichen Vereinigten Staaten vor. - Lobelia standleyi McVaugh: Sie kommt in Guatemala vor. - Lobelia stellfeldii R.Braga: Sie kommt im brasilianischen Bundesstaat Paraná vor. - Lobelia stenocarpa E.Wimm.: Sie kommt in Madagaskar in der Provinz Toamasina vor. - Lobelia stenodonta (Fernald) McVaugh: Sie kommt im mexikanischen Bundesstaat Chiapas vor. - Lobelia stenophylla Benth.: Sie kommt im nördlichen Australien vor. - Lobelia stenosiphon (Adamson) E.Wimm.: Sie kommt nur im Westkap vor. - Lobelia stolonifera Donn.Sm.: Sie kommt in Guatemala vor. - Lobelia stricklandiae Gilliland: Sie kommt von Tansania bis ins südliche Afrika vor. - Lobelia stricta Sw.: Sie kommt auf den Antillen vor. - Lobelia stuhlmannii Schweinf. ex Stuhlmann: Sie kommt von Uganda bis Ruanda vor. - Lobelia sublibera S.Watson: Sie kommt in den mexikanischen Bundesstaaten Nuevo León und Tamaulipas vor. - Lobelia subnuda Benth.: Sie kommt im mexikanischen Bundesstaat Hidalgo vor. - Lobelia subpubera Wedd.: Sie kommt in Ecuador vor. - Lobelia subscaposa Rzed.: Sie wurde 2016 aus dem mexikanischen Bundesstaat Oaxaca erstbeschrieben. - Lobelia sulawesiensis Lammers: Sie wurde 2011 aus Sulawesi erstbeschrieben. - Lobelia sumatrana Merr.: Sie kommt in Sumatra vor. - Lobelia surrepens Hook. f.: Sie kommt im südöstlichen Australien vor. - Lobelia taliensis Diels: Sie gedeiht auf Grashängen in Höhenlagen von 1600 bis 2600 Metern in den chinesischen Provinzen Hunan und im nordwestlichen Yunnan (autonomen Bezirk Dali, Heqing, Yangbi). - Lobelia tarsophora Seaton ex Greenm.: Sie kommt in den mexikanischen Bundesstaaten Hidalgo, Veracruz und Oaxaca vor. - Lobelia tatea (E.Wimm.) E.Wimm.: Sie kommt im südlichen Mexiko, in Guatemala, Honduras, Belize, El Salvador und Nicaragua vor. - Lobelia telekii Schweinf.: Sie kommt nur im östlichen tropischen Afrika von Kenia und Uganda auf dem Mount Algon, Mount Kenya und der Aberdare-Kette vor. - Lobelia telephioides (C.Presl) A.DC. (Syn.: Rapuntium telephioides C.Presl): Sie kommt auf Mauritius und Réunion vor. - Lobelia tenera Kunth: Sie kommt in Kolumbien, Ecuador, Peru und dem nordwestlichen Venezuela vor. - Lobelia tenuior R.Br.: Es gibt seit 2010 zwei Unterarten: - Lobelia tenuior subsp. dictyosperma N.G.Walsh: Diese Unterart wurde 2010 aus Western Australia erstbeschrieben. - Lobelia tenuior subsp. tenuior: Sie kommt im westlichen und südwestlichen Western Australia vor. - Lobelia terminalis C.B.Clarke: Sie kommt vom zentralen Indien bis Laos, Thailand, Vietnam und dem südlichen Yunnan vor. - Lobelia thapsoidea Schott ex Pohl: Sie kommt im zentralen Brasilien vor. - Lobelia thermalis Thunb.: Sie kommt von Angola und Simbabwe bis ins südliche Afrika vor. - Lobelia thuliniana E.B.Knox: Sie kommt in Tansania vor. - Lobelia tomentosa L. f. (Syn: Lobelia caerulea Hook., Lobelia caerulea Hook. var. caerulea, Lobelia caerulea Sims var. macularis (C.Presl) E.Wimm., Lobelia coronopifolia var. caerulea (Sims) Sond., Lobelia coronopifolia var. macularis (C.Presl) Sond., Lobelia pinifolia var. laricina E.Wimm., Lobelia tomentosa var. paucidentata (C.Presl) Sond.): Sie ist im südlichen Afrika verbreitet. - Lobelia trigonocaulis F.Muell.: Sie kommt im östlichen Australien vor. - Lobelia tripartita Thulin: Sie kommt im südöstlichen Äthiopien vor. - Lobelia trullifolia Hemsl.: Es gibt seit 1983 fünf Unterarten, die von Äthiopien bis ins südliche Afrika weitverbreitet sind: - Lobelia trullifolia subsp. delicatula (Compton) Thulin (Syn.: Lobelia delicatula Compton): Sie kommt im südlichen Afrika vor. - Lobelia trullifolia subsp. minor Thulin: Sie kommt in Tansania, Malawi und Sambia vor. - Lobelia trullifolia subsp. pinnatifida Thulin: Sie kommt nur im Sambia vor. - Lobelia trullifolia subsp. rhodesica (R.E.Fr.) Thulin (Syn.: Lobelia rhodesica R.E.Fr.): Sie kommt nur im Sambia vor. - Lobelia trullifolia subsp. trullifolia: Sie kommt vom südwestlichen Äthiopien bis ins südliche tropische Afrika vor. - Teufels-Tabak (Lobelia tupa L.): Er kommt im südlichen und zentralen Chile vor. - Lobelia udzungwensis Thulin: Sie wurde 2004 aus Tansania erstbeschrieben. - Lobelia uliginosa E.Wimm.: Sie kommt in Tansania und Sambia vor. - Lobelia umbellifera McVaugh (Syn.: Lobelia fasciculata Donn.Sm.): Sie kommt vom südöstlichen Mexiko bis Guatemala vor. - Land-Lobelie (Lobelia urens L.): Sie kommt auf den Azoren, auf Madeira, in Marokko, Portugal, Spanien, Frankreich, Belgien und Großbritannien vor. - Lobelia vagans Balf. f. Dieser Endemit kommt nur auf Insel Rodrigues vor. - Lobelia valida L.Bolus: Von diesem Endemiten sind weniger als zehn Fundorte von De Hoop bis Stilbaai im Westkap bekannt. Sie gedeiht auf Kalksteinhügeln an der Küste und die Bestände nehmen fortlaufend ab. - Lobelia vanreenensis (Kuntze) K.Schum.: Sie kommt im südlichen Afrika vor. - Lobelia victoriensis P.Royen: Sie kommt in Neuguinea vor. - Lobelia villaregalis T.J.Ayers: Sie wurde 1987 aus dem mexikanischen Bundesstaat Jalisco erstbeschrieben. - Lobelia villosa (Rock) H.St.John & Hosaka: Dieser Endemit kommt nur im nördlichen-zentralen Kauai vor. - Lobelia viridiflora McVaugh: Dieser Endemit kommt nur auf Jamaika vor. - Lobelia vivaldii Lammers & Proctor: Dieser Endemit kommt nur auf der zu Puerto Rico gehörenden Insel Mona vor. - Lobelia volcanica T.J.Ayers: Sie kommt in Mexiko von Veracruz bis Guerrero vor. - Lobelia wahiawa Lammers: Sie wurde 2007 vom zentralen Teil der hawaiianischen Insel Kauaʻi erstbeschrieben. - Lobelia walkeri (C.B.Clarke) W.J.de Wilde & Duyfjes (Syn.: Lobelia zeylanica var. walkeri C.B.Clarke): Den Rang einer Art hat sie seit 2012. Sie kommt nur in Sri Lanka vor. - Lobelia welwitschii Engl. & Diels: Sie ist vom südwestlichen Äthiopien über Kamerun bis zum südlichen tropischen Afrika vor. - Lobelia winifrediae Diels: Sie kommt nur in Western Australia vor. - Lobelia wollastonii Baker f.: Sie kommt in Uganda, Ruanda und in der Demokratischen Republik Kongo vor. - Lobelia xalapensis Kunth: Sie ist vom südlichen Mexiko über Zentralamerika bis zum nördlichen Argentinien weitverbreitet. - Lobelia xongorolana E.Wimm.: Sie kommt in Angola vor. - Lobelia yucatana E.Wimm.: Sie kommt vom südöstlichen Mexiko bis Guatemala vor. - Lobelia yuccoides Hillebr.: Sie kommt nur auf den hawaiianischen Inseln Kauaʻi und Oʻahu vor. - Lobelia zelayensis Wilbur: Sie kommt nur in Nicaragua vor. - Lobelia zeylanica L. (Syn.: Lobelia affinis Wall. ex G.Don nom. illeg., Lobelia barbata Warb. nom. illeg., Lobelia hirta L., Lobelia lobbiana Hook. f. & Thomson, Lobelia macraeana E.Wimm., Lobelia subcuneata Miq., Lobelia succulenta Blume, Lobelia zeylanica var. hirta (L.) Martyn, Lobelia zeylanica var. lobbiana (Hook. f. & Thomson) Y.S.Lian): Sie kommt im tropischen und subtropischen Asien vor. - Lobelia zwartkopensis E.Wimm.: Sie ist nur von zwei Aufsammlungen aus dem frühen 1800er Jahren von einem Fundort bei Port Elizabeth am Swartkops River im Ostkap bekannt. |

## Weiterführende Literatur
- D. J. Mabberley: The Pachycaul Lobelias of Africa and St. Helena. In: Kew Bulletin, Volume 29, Issue 3, 1974, S. 560–561. JSTOR:4108000